# 707242 Denniscrabtree
707242 Denniscrabtree este o planetă minoră (asteroid) din centura de asteroizi. A fost descoperită pe 29 august 2003 la  de . 
Obiectul prezintă o orbită caracterizată de o semiaxă mare de 2,9756734004981 UAi, o excentricitate de 0,14052407302394, o înclinație de 6,8947447928658 ° în raport cu ecliptica.